# Гарсия-Наранхо, Аида
Аида дель Кармен Хесус Консуэло Гарсиа-Наранхо Моралес (исп. Aída del Carmen Jesús Consuelo García-Naranjo Morales; р. 20 марта 1951), также известная по прозвищу «Мокко», — перуанский педагог, певица и политик, нынешний генеральный секретарь Социалистической партии и пресс-секретарь Гана Перу, альянса бывшего президента Ольянты Умала.
Она была первым министром по делам женщин и социального развития в правительстве Умала.
С января 2012 по июнь 2014 года она была послом Перу в Уругвае. С февраля 2012 года она также была представителем Перу в Меркосур и Латиноамериканской ассоциации интеграции (ALADI).

## Биография
Аида Гарсиа Наранхо изучала образование в Папском католическом университете Перу. Она также имеет степень магистра политических наук и государственного управления в том же университете и двух дипломатов — по специальностям «Миграция, глобализация и международные отношения» и «Экономические, социальные и культурные права» — Университета Каэтано Эредиа.
С 1990 по 1993 гг. Она была советником муниципалитета Лимы, столицы Перу. С 1995 по 2011 гг. она была директором журнала «Мухерес», а с 2011 г. — исполнительным директором Центра прав и развития (CEDAL).
Она была членом Консультативного совета Конфедерации крестьян Перу, консультировала Секретариат по делам женщин, а также консультировала Национальный женский горнодобывающий центр с 2002 по 2008 год.
Она является членом «Espacios Sin Fronteras» (миграционной сети УНАСУР) и почётным атташе по культуре посольства Республики Никарагуа в Перу. Она была сотрудником Общего Перу-Канадского контрценностного фонда.
Она также является участницей музыкальной группы Tiempo Nuevo и окончила Национальную консерваторию музыки.
Она является автором 14 книг, многие из которых посвящены феминизму в Перу. Среди её работ:
- Nosotras las mujeres del Vaso de Leche
- Construyendo la equidad: El futuro como tarea
- Hombres y mujeres de igual a igual
- Mujer Peruanaituacion Nacional
- La plataforma nacional de la Mujer Peruana и Mujeres Notables 1900—2010 Notables.

## Министр по делам женщин
Она стала главой Министерства по делам женщин и социального развития 28 июля 2011 года.

## Скандал PRONAA
20 сентября 2011 года трое детей были отравлены и умерли после того, как съели продукты Национальной программы продовольственной помощи (PRONAA), учреждённой Министерством по делам женщин и социального развития. Через несколько часов Гарсиа Наранхо продолжила мероприятия, посвящённые одному из учреждений (за что она позже извинилась). После этого парламентарии Force 2011 раскритиковали бездействие министра и попросили её запрос, который не был поддержан другими парламентскими группами. Через несколько дней ещё шесть детей и учитель почувствовали тошноту от еды из того же учреждения.
Гарсиа Наранхо представилась Конгрессу Республики 6 октября, и 13 октября орган отклонил протест против неё.